# Abarkuh
Abarkuh (pers. ‏ابركوه‎) – miasto w środkowym Iranie, w ostanie Jazd. 
W mieście znajduje się meczet zbudowany pomiędzy XI a XII wiekiem, przebudowany i odnowiony w XV wieku. Nad budowlą górują charakterystyczne kopuły umieszczone na oktagonalnych tamburach. Wewnątrz mihrab z XV wieku ozdobiony mozaika z ceramiki.
Według spisu z 2011 miasto liczy 23 986 mieszkańców; dla porównania, w 2006 było ich 21 818, zaś w 1996 – 16 164.
W Abarkuh rośnie liczący 4000 lat cyprys wiecznie zielony (Cupressus sempervirens) nazwany Sarv-e Abarkuh.